# Анцифрово
Анцифрово — деревня в городском округе Навашинский Нижегородской области. 

## География
Деревня расположена в 10 км на север от города Навашино.

## История
Деревня впервые упоминается в окладных книгах 1676 года в составе Покровского (Тешинского) прихода, в ней было 2 двора помещиковых.
В конце XIX — начале XX века входила в состав Поздняковской волости Муромского уезда Владимирской губернии, с 1926 года — в составе Монаковской волости. В 1859 году в деревне числилось 15 дворов, в 1905 году — 33 дворов, в 1926 году — 59 дворов. 
С 1929 года деревня входила в состав Поздняковского сельсовета Муромского района Горьковского края, с 1936 года — в составе Горьковской области, с 1944 года — в составе Мордовщиковского района (с 1957 года — Навашинский район), с 2015 года — в составе городского округа Навашинский.

## Население
| 1859 | 1905 | 1926 | 2002 | 2010 |
| ---- | ---- | ---- | ---- | ---- |
| 119  | ↗211 | ↗271 | ↘49  | ↘42  |